# 吕姆
吕姆（法語：Rumes，法語發音：[ʁym]）是比利时瓦隆大区埃諾省图尔奈-穆斯克龙区的一个市镇，西与法国接壤，通行法语，是比利时法语社群的一部分，人口5,186人（2018年1月1日）。